# クリス・ジェンナー
クリス・ジェンナー（Kris Jenner、1955年11月5日 - ）は、アメリカ合衆国のタレント、ソーシャライト。

## 人物
サンディエゴにエンジニアの娘として生まれたが、7歳のときに両親が離婚、妹ともに母に引き取られた（数年後母親は再婚）。1976年頃より客室乗務員として働き、1978年、最初の夫であるロバート・カーダシアンと結婚した。ロバート・カーダシアンはO・J・シンプソン事件裁判の弁護士団の1人として知られる。コートニー・カーダシアン、キム・カーダシアン、クロエ・カーダシアン、ロブ・カーダシアンの4人の子供をもうけたが、1989年に離婚した。ロバートは2003年に他界した。
1991年に陸上選手のブルース・ジェンナーと再婚した。ブルースの継父は俳優のゲイリー・ビジーの父親である。ブルースとの間にはケンダル・ジェンナー（1995年11月3日生）とカイリー・ジェンナー（1997年8月10日）がいる。ブルースの前妻、前々妻との子供であるバート（1978年生）、ケーシー（1980年6月4日生）、ブランドン（1981年6月10日生）、ブロディの教育にも一応関わっている。2015年に離婚し、ブルースは性同一性障害であることを公表し、女性のケイトリン・ジェンナーとして生きている。
2004年以来、娘のコートニーとともにロサンゼルスで子供服の店「Smooch」を所有していたが2009年に閉店している。2007年にリアリティ番組『カーダシアン家のお騒がせセレブライフ』が始まる直前から娘のキムのマネジャーを務めていたほか、娘たちや息子の手がけるビジネスの経営管理も行うなど、一家全体のマネジャー的存在である。

## 来歴
2007年より放送が開始されたリアリティ番組「Keeping Up with the Kardashians」に家族とともに出演している。

## 出演

### テレビ番組
- Celebrity Family Feud（NBC）
- Keeping Up with the Kardashians（E!）